# Bryonora pruinosa
Bryonora pruinosa är en lavart som först beskrevs av Theodor 'Thore' Magnus Fries, och fick sitt nu gällande namn av Jon Holtan-Hartwig. Bryonora pruinosa ingår i släktet Bryonora, och familjen Lecanoraceae. Enligt den finländska rödlistan är arten otillräckligt studerad i Finland. Arten är reproducerande i Sverige. Artens livsmiljö är fjällhedar.